# Хамміраварман
Хамміраварман (д/н — бл. 1311) — магараджахіраджа Джеджа-Бхукті близько 1288—1311 роках.

## Життєпис
Походив з династії Чандела. Про батьків відомості обмежують, щодо цього тривають дискусії. Посів трон близько 1288 року після смерті стриєчного брата Бходжавамрана. До 1296 року, коли трон Делійського султанату посів Алауддін Хілджі зберігав лише номінальну залежність від султанів.
На відміну від попередників відсутнні згадки в написах про будівельні та ремонті роботи, подарунки брагманам. 1309 року делійські війська під орудом Маліка Кафура захопили важливу фортецю Каланджара. З цього часу становище Чандела погіршувалося. Також він втратив титул магараджахіраджа, ставши лише магараджею. Васальна залежність та розмір данини збільшилися.
Помер або загинув Хамміраварман близько 1311 року. Йому спадкував Віраварман II.